# Ernst Jandl

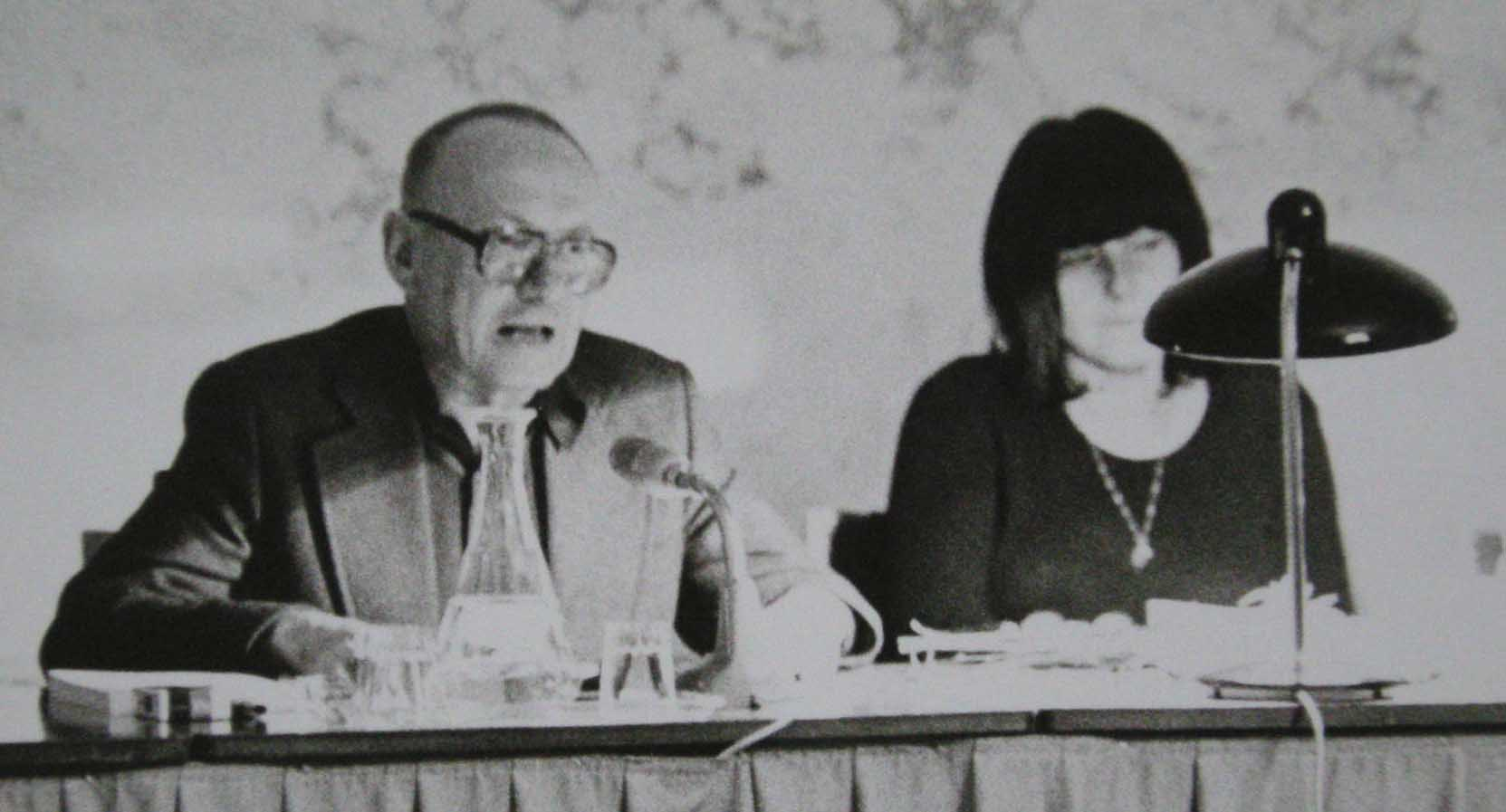
Jandl en Mayröcker tijdens een lezing, 1974.

Ernst Jandl (Wenen, 1 augustus 1925 - aldaar, 9 juni 2000) was een Oostenrijks schrijver, dichter en vertaler. Hij maakte vooral naam met zijn experimentele lyriek.

## Leven en werk
Jandl was de zoon van een bankbediende en een lerares, die beiden zeer geïnteresseerd waren in kunst. Hij bezocht het gymnasium en trad in 1943 in militaire dienst. In de zomer van 1944 liep hij met een aantal anderen over naar de geallieerden, waarna hij een tijd lang krijgsgevangene zou zijn. Na de oorlog, in 1946, ging hij naar de Universiteit van Wenen en studeerde daar Engelse en Duitse literatuur. Vervolgens was hij werkzaam in het onderwijs. In 1952-1953 was hij ook een periode leraar Duits in Engeland. Later, in 1971-1972 doceerde hij ook in de Verenigde Staten, aan de Universiteit van Texas in Austin.
In 1956 debuteerde Jandl als dichter met zijn nog relatief traditionele bundel Andere Augen, maar mede onder invloed van de dada-beweging schakelde hij al snel over op de experimentele poëzie. Via zijn vriendin en latere levenspartner Friederike Mayröcker, met wie hij veel zou samenwerken, kwam hij in contact met het avantgardistische literatuurgenootschap de Wiener Gruppe. Hij publiceerde in het radicale tijdschrift Neue Wege. Beïnvloed door H.C. Artmann werd hij vooral bekend met zijn 'concrete poëzie', die hij met name tot uitdrukking bracht in zijn zogenaamde spreekgedichten en in klankdichten. Hij ontwikkelde zich tot een virtuoos in het spelen met taalelementen en zocht voortdurend naar verrassende effecten. Daarbij paste hij uiteenlopende procedés toe, zoals het verwisselen, herhalen of deels laten vervallen van akoestische en visuele elementen van de taal, waarbij hij dankbaar gebruik maakte van dialect en sloganachtige taal. Vaak spreekt hij in zijn werk in de derde persoon, zowel over zichzelf als over degenen met wie hij communiceert.
Jandl schreef ook theaterstukken en hoorspelen. In zijn latere levensjaren zou zijn werk steeds meer autobiografisch worden en met name in de jaren 1980 zocht hij meermaals de combinatie tussen zijn poëzie en de jazz. Ook vertaalde hij veel Engelstalige poëzie in het Duits, onder andere van Finlay en Auden. Jandl werd meermaals onderscheiden, onder andere met de Georg-Büchner-Preis (1984), de Grote Oostenrijkse Staatsprijs (1984) en het Ereteken van Verdienste voor de Republiek Oostenrijk (1996). Hij overleed in 2000 aan een hartinfarct, 74 jaar oud. Sinds 2001 reikt het Oostenrijkse ministerie voor onderwijs en cultuur tweejaarlijks de internationale Ernst-Jandl-Preis voor poëzie uit.

## Citaat
Uit Jandls klankdicht schtzngrmm (1957):
„schtzngrmm

schtzngrmm

tssssssssssssss

grrt

grrrrrt

grrrrrrrrrt

scht

scht

t-t-t-t-t-t-t-t-t-t

[…]“